# ワンポン駅
ワンポン駅（ワンポンえき、タイ語:th:สถานีรถไฟวังก์พง）は、タイ王国中部プラチュワップキーリーカン県プラーンブリー郡にある、タイ国有鉄道南本線の駅である。

## 概要
ワンポン駅は、タイ王国南部プラチュワップキーリーカン県の人口約8万人が暮らすプラーンブリー郡にある。町の中心部に位置する為、利便性が良い。駅の正面側（西側）が、市街地である。1日に22本（11往復）の列車が発着する。内訳は特急2往復、急行4往復、快速3往復、普通2往復である。二等駅で当駅に発着するバンコク発着の優等列車は全てクルンテープ・アピワット中央駅発着であり、その乗車距離は241.43　kmである。特急列車利用で3時間30分程度である。

## 歴史
タイ国有鉄道南本線の本格的な工事は北側1カ所（ペッチャブリー駅）、南側2カ所（ソンクラー駅、カンタン駅）の3カ所より開始された。当駅はペッチャブリー駅側からの工事により1914年1月1日に開業した。この時点では終点であったが、その5か月後の同年6月1日にプラチュワップキーリーカン駅までの延伸開業により当駅は中間駅となった。
- 1914年1月1日 - フワヒン駅 - 当駅間開業。
- 1914年6月1日  - 当駅 - プラチュアップキーリーカン間開業。

## 駅構造
単式及び島式1面の複合型ホーム2面3線をもつ地上駅であり、駅舎はホームに面している。南本線複線化事業にともない駅舎はリニューアルされプラットホームは、高床化された。